# Первомайск (Башкортостан)
Первома́йск (баш. Первомайск) — деревня в Нуримановском районе Республики Башкортостан Российской Федерации. Административный центр Первомайскому сельсовету.

## География

### Географическое положение
Расстояние до:
- районного центра (Красная Горка): 85 км,
- ближайшей ж/д станции (Иглино): 110 км.

## Население
| 2002 | 2009 | 2010 | 2012 | 2013 | 2014 | 2015 |
| ---- | ---- | ---- | ---- | ---- | ---- | ---- |
| 415  | ↘366 | ↘355 | ↘344 | ↘338 | ↘329 | ↘328 |
| 2016 | 2017 |      |      |      |      |      |
| ↘314 | ↘306 |      |      |      |      |      |

Национальный состав
Согласно переписи 2002 года, преобладающие национальности — татары (37 %), русские (32 %).